# Рошаль, Лев Борисович
Лев Борисович Рошаль (1896 — 1940) — советский партийный деятель, начальник Политического отдела Главного управления пограничной и внутренней охраны (ГУПВО) ГУГБ НКВД СССР, корпусной комиссар (1935).

## Биография
Родился в еврейской семье в г. Рогачёве Могилевской губернии ныне город в Гомельской области Республики Беларусь, получил низшее образование. В 1915—1917 работал корректором. Член коммунистической партии с ноября 1917 (по другим данным с 1915 или 1913). После ВОСР в 1917 секретарь ревкома, председатель исполкома в Рогачёве, Орше, затем на политической работе в Красной Армии как сотрудник политического отдела Южного фронта, комиссар стрелкового полка, авиаэскадрильи на Восточном фронте.
Являлся начальником Гомельской губернской милиции.
С 1922 на партийной работе, заведующий орготделом Кавказского бюро ЦК РКП(б), с 1922 работал в аппарате ЦК РКП(б) — ВКП(б), заведующий учётным подотделом, заместитель заведующего учётно-распределительного отдела Лазаря Кагановича.
С 30 января 1925 года помощник генерального секретаря ЦК И. В. Сталина, заведующий информационного отдела, заместитель редактора журнала «Известия ЦК ВКП(б)».
Избирался делегатом XIII съезда партии в мае 1924 году от ЦК РКП(б) с правом совещательного голоса; XIV съезда партии в декабре 1925 года; XV съезда партии в декабре 1927 года на который избран КП(б) ГССР.
С 1928 секретарь Иркутского окружного комитета, с 1930 3-й секретарь Казахстанского крайкома (краевого комитета) партии. Член ЦИК СССР в 1931—1935. Верный сталинец.
В ОГПУ-НКВД с 01 февраля 1932 года. С 1932 начальник политического отдела и заместитель начальника Главного Управления Пограничной охраны ОГПУ-НКВД СССР. 29.11.1935 года присвоено звание корпусного комиссара, это соответствовало войсковому званию «комкор» (с 1942 года — генерал-лейтенант).
Награды: ордена Красного Знамени (Приказ РВСР № 122, 1922), Красной Звезды (28.02.1936), знак Почётный сотрудник ВЧК-ОГПУ.
Проживал в Москве по адресу улица Покровка, дом 20/1, квартира 66. 1 января 1938 года арестован (по более достоверным данным — 22 июля 1938. Значится в сталинском списке осуждённых к ВМСЗ. Военной коллегией Верховного суда СССР 28 января 1940 по обвинению участии в контрреволюционной организации и заговоре в системе НКВД СССР приговорён к расстрелу. Приговор приведен в день вынесения обвинительного приговора, похоронен на территории Донского кладбища.
Определением Военной коллегии Верховного суда СССР от 30 мая 1956 посмертно реабилитирован. Приказом политического управления пограничных войск МВД СССР от 28 сентября 1956 (№ 9/140716) назначена пенсия семье с августа 1956 (пенсионное дело № 422-1956).

### Семья
- жена Ольга Владимировна Ковенева, член КПСС с 1917, автор книги «Женщины в революции», умерла в 1938;
- дочь Мария Львовна, 1915 года рождения, проживала по адресу в Москве на улица Покровка дом 7, квартира 2 (ныне улица Чернышевского дом 20/1), где в 1938 жил Н. К. Кручинкин.
- сын Рем Львович, 1924 года рождения, начальник отдела Госплана РСФСР;
- сын Юрий Львович, 1932 года рождения, проживал в Москве на улице Горького, дом 31 квартира 22, получал пенсию МВД СССР с августа 1956;
- сын Владимир Львович, 28 сентября 1935 г- 3 августа 2016 г, проживал по адресу в Москве на улице Чернышевского дом 20/1, квартира 56, работал старшим механиком 5-го таксопарка.